# Saxons
Pour les articles homonymes, voir Saxon.
Les Saxons sont un peuple germanique, rattaché sur le plan ethnolinguistique au rameau occidental. Ils sont mentionnés pour la première fois par le grec Ptolémée sur la carte Germania Magna au IIe siècle de l'ère chrétienne. Il situe alors leurs terres au sud-ouest du Jutland, ce qui correspond à peu près à l'actuel Holstein, d'où ils semblent s'être étendus au sud et à l'ouest.

## Origines

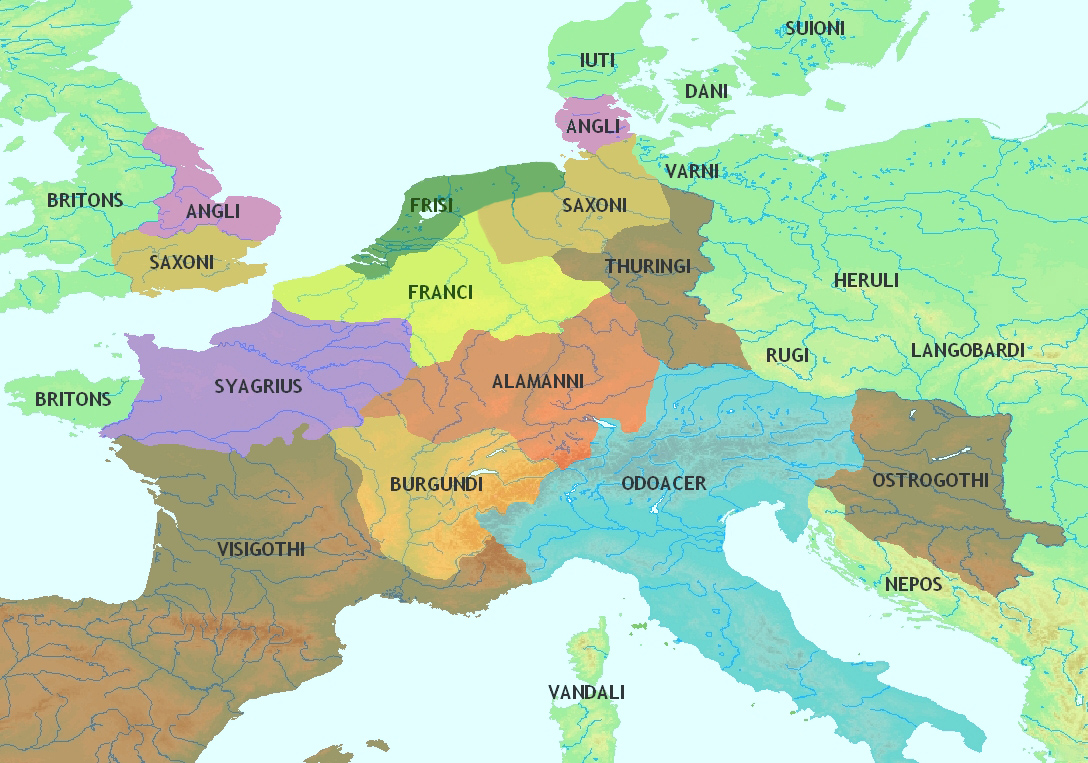
L'Europe centrale au Ve siècle. Les Saxons sont localisés sur les deux zones ocre jaune : dans le Nord de l'Allemagne et dans le Sud de l'Angleterre.

### Géographie
Outre le Jutland (la « Chersonèse cimbrique » des auteurs antiques), la carte Germania Magna montre trois « îles saxonnes », identifiées aux îles de la Frise : Amrum, Föhr et Sylt. Ptolémée parle encore des Saxons en les situant sur « la nuque de la péninsule des Cimbres» qui pourrait correspondre à la partie occidentale du Holstein.
Plus tard, entre le Ve siècle et le Xe siècle, ils occupent une vaste portion de la Germanie entre l'Elbe et le Rhin allant jusqu'au centre des Pays-Bas. C'est-à-dire pour l'essentiel, la région que l'on connaît aujourd'hui sous le nom de Basse-Saxe (Niedersachsen), intégrée dans un complexe appelé « Saxe primitive » au haut Moyen Âge.

### Étymologie
D'après Genrich et Rech, l'ethnonyme Saxons a pu s'appliquer à l'origine à une association cultuelle de guerriers chez les Chauques, c'est-à-dire « les compagnons de l'épée (du dieu) Sahsnôt », qui aurait été ainsi dénommée d'après leur arme principale, le (scrama)saxe. En effet, l'élément Sax- est peut-être le même que celui que l'on trouve dans scramasaxe, arme que l'on attribue paradoxalement plutôt aux Francs, car les plus anciennes trouvailles du modèle court, datant du Ve siècle, ont été faites chez les Francs. Quoi qu'il en soit, les termes allemands Sachs (ou Sax) et vieil anglais seax désignent bien une arme de ce type (poignard ou épée courte). Quant à l'ethnonyme même de Saxon, l'ancien français ne l'utilisait pas. C'est un mot savant basé sur une latinisation du terme germanique. Ainsi usait-il d'un vocable roman de la même origine latine : Saisne et que l'on trouve sans doute dans le nom de famille normand Lecesne qui a diverses graphies.

### Entrée dans l'Histoire
Dès la fin du IIIe siècle, les Saxons, tout comme les Frisons et les Francs se signalent par des actes de piraterie sur le Rhin inférieur. Les auteurs classiques disent des Saxons, qu'ils sont des pirates qui infestaient la mer du Nord et la Manche et que pour protéger le littoral contre leurs incursions et leurs raids, les Romains ont dû mettre en place le litus Saxonicum « côte saxonne » des deux côtés de la Manche jusqu'à l'Atlantique et qui comprend le système de commandement du tractus Armoricanus et Nervicanus, la Classis Britannica (la flotte « britannique ») et la classis Armoricana[réf. nécessaire] (la flotte « armoricaine »).

## Villages saxons

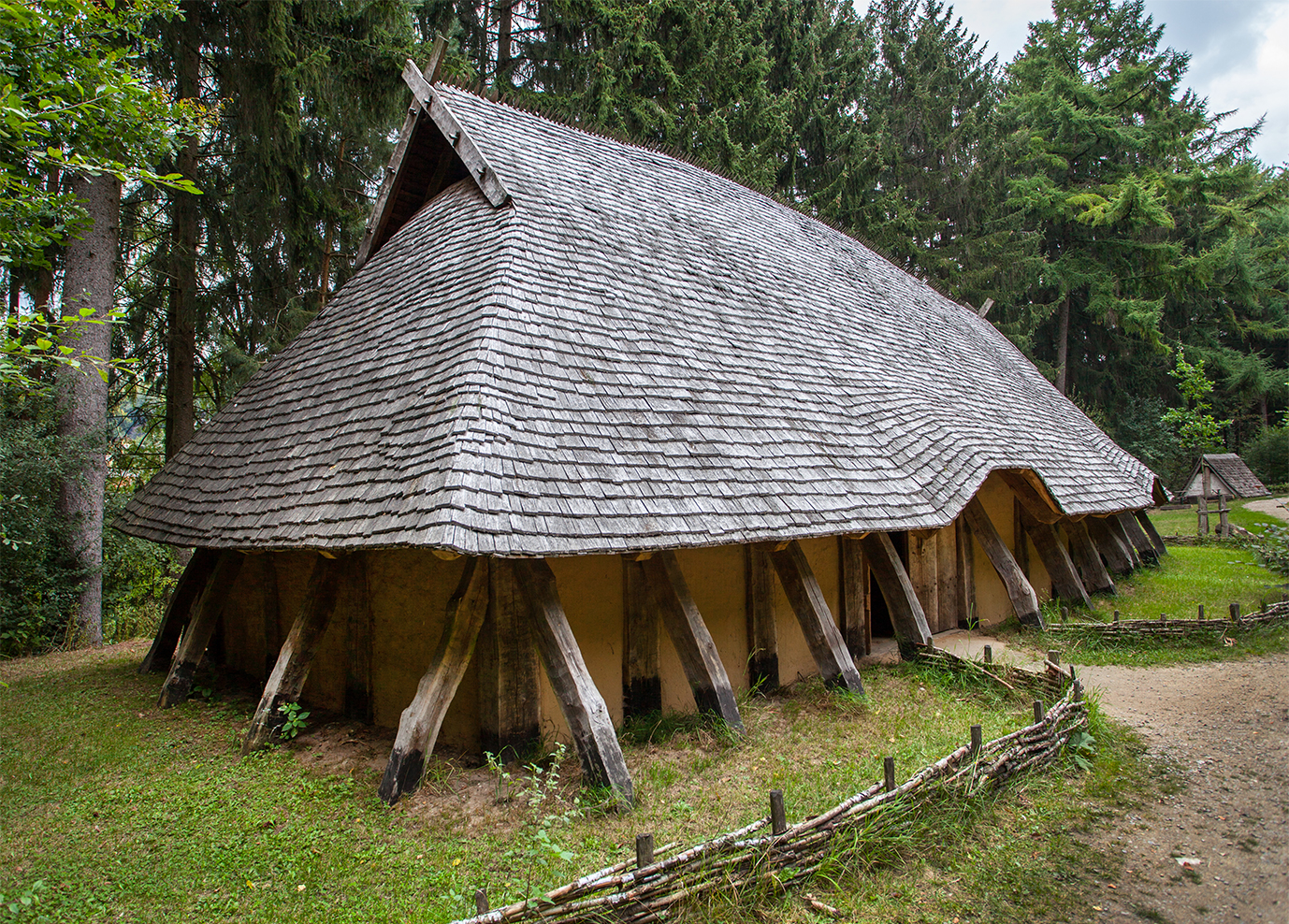
Restitution d'une maison saxonne de l'époque mérovingienne, Freilichtmuseum Oerlinghausen, Westphalie du nord.

Les villages saxons correspondent plutôt à des hameaux, les plus grands ne dépassant pas quelques centaines d'habitants. Les maisons sont des huttes fabriquées en bois avec un toit de chaume, d'une seule pièce où tout le monde se retrouve pour cuisiner, manger et dormir. Les maisons sont construites face au soleil pour avoir le plus de chaleur et de lumière possible. Ce type d'habitat correspond à une économie de subsistance précaire, expliquant aussi la « piraterie » signalée par les auteurs antiques.

## En Italie et en Provence
En 569, les Lombards accompagnés d'éléments saxons s'avancent en Italie sous la conduite d'Alboïn et s'y installent. En 572, des Saxons se lancent dans une série de raids jusqu'en Provence, sur Stablo (aujourd'hui Estoublon). Cependant, du fait de leurs divisions internes, ils peuvent être vaincus par un général gallo-franc du nom d'Eunius Mummolus. Après leur défaite, ils réussissent à négocier un traité qui leur donne le droit de se fixer en Austrasie avec femmes et enfants. Ils rassemblent leurs familles et repartent pour la Gaule, séparés en deux groupes distincts dès 573. L'un se fraie un chemin par Nice et l'autre par Embrun et ils assurent leur jonction à Avignon, ville qu'ils pillent, ainsi que sa région. De nouveau Mummolus se porte au-devant d'eux et leur bloque la route pour traverser le Rhône. Il les force à payer tribut pour les dommages qu'ils ont causés, s'ils veulent être autorisés à pénétrer en Austrasie. Cependant, ces événements ne sont rapportés que par des sources antiques et ne sont pas confirmés par des découvertes archéologiques. Au contraire, l'archéologie et la toponymie ont mis en évidence de nombreuses traces de leur présence en Gaule du nord et de l'ouest jusqu'en Charente.

## En Gaule
Un roi Saxon du nom d'Eadwacer aurait conquis Angers en 463, avant d'en être chassé par Childéric Ier et les Francs saliens, alliés de l'Empire.
Cependant, certains se sont déjà installés sur le « littoral saxon », comme le montrent bien les plus anciennes tombes de la nécropole de Vron (Somme), qu'on peut dater du IVe siècle. En outre, la notitia dignitatum mentionne le tribunus cohortis primae novae Armoricanae, Grannona in litore Saxonico. La localisation de ce « Grannona » est incertaine et fait toujours débat parmi les spécialistes. Un certain nombre d'entre eux voient dans Granville (Manche), un candidat possible, surtout dans la mesure où certaines cartes emploient le terme Grannonu pour la désigner. D'autres ont proposé Graignes (Manche, Grania 1109) ou encore Guernesey (Greneroi XIe siècle), car on y retrouve ce même élément Gran-. La notitia dignitatum n'explique cependant pas, l'origine des soldats « romains » qui s'y trouvaient stationnés. Une localisation à Graignes présente l'avantage d'une relative proximité avec Bayeux, où Grégoire de Tours évoque par ailleurs les Saxones Bajocassini (les Saxons du Bessin). C'est pourquoi, Port-en-Bessin, situé à côté de Huppain, correspond peut-être encore mieux à Grannona.
Ces Saxons sont probablement des Lètes au service de Rome à l'origine, originaires de Basse-Saxe et du Schleswig-Holstein. Ils deviennent des sujets de Clovis à la fin du Ve siècle. Entre les Ve et VIIe siècles, ces communautés entrent en contact avec les Anglo-Saxons de Bretagne insulaire et des échanges culturels et démographiques interviennent. Ils entretiennent une armée permanente, utilisée par le pouvoir mérovingien en cas de besoin. Pourtant, ils se montrent inefficaces contre les Bretons de Waroch en 579. Frédégonde les utilise contre Gontran, conjointement à ces mêmes Bretons dix ans plus tard. En 626 encore, Dagobert Ier les envoie combattre les Vascons (ancêtres des Basques), et c'est à cette occasion qu'un des leurs, Aighinan, aurait été fait Dux Vasconiae « Duc de Vasconie ».
En 843 et 846 sous le roi Charles le Chauve, des documents officiels mentionnent encore l'existence d'un pagus appelé Otlinga Saxonia dans la région du Bessin. Le sens du terme Otlinga nous échappe. La toponymie du Bessin et de la Campagne de Caen nous offrent des exemples probables de noms de lieux d'origine saxonne, par exemple : Vicques (Wikes 1198 ; Wiques 1233) du vieux saxon wīk « village » (éventuellement « hameau, habitation, château », voire « ferme laitière »), comparable au vieil anglais wīċ (cf. toponymes en -wich) et au toponyme anglais Wix (Essex, Wikes 1191 ; Wiches 1198). En outre, on dénombre toute une série de toponymes en -(v)ieu(x) concentré dans la région tels que Sommervieu, Manvieux, Audrieu et Vaussieux dont l'élément final -(v)ieu(x) représente l'anglo-saxon wic « habitation », voire plus directement le vieux saxon wīk. Dans cette perspective, Audrieu (Audruy 1304) serait alors à comparer à Audruicq (Pas-de-Calais, Alderwic 1164) glosé en latin veterum vico « vieux bourg, ancien village » (XIIe siècle, Chronique de Lambert d'Ardres), avec le vieux saxon ald ou l'anglo-saxon [e]ald « vieux ».
L'emploi de l'appellatif -ham / -hem (vieux saxon hēm, anglo-saxon hām > home cf. hameau) présent dans le Bessin et le Boulonnais est aussi une trace probante des implantations [anglo-]saxonnes et ils sont concentrés dans l'actuel département du Calvados, ce qui conforte l'hypothèse d'une origine saxonne. Il s'agit par exemple de Ouistreham (Oistreham 1086), Étréham (Oesterham 1350 ?), Huppain (Hupain XIIIe siècle; de *Upham « village élevé » identique à Upham, Angleterre), Surrain (Surrehain XIe siècle), etc. Ailleurs en Normandie, les exemples en -ham sont douteux, par exemple Canehan (Seine-Maritime, Kenehan 1030 / Canaan 1030–1035) peut représenter un biblique Canaan ou Grohan (Eure). L'extension toponymique plus tardive du diminutif hamel dans cette province, sans commune mesure ailleurs, et du nom de famille conjoint n'y sont certainement pas étrangers. On trouve aussi *Upham dans le Pas-de-Calais sous les formes Houpevant (Ambleteuse, Ouphem 1305), Le Pen (Wierre-Effroy, Uphem 867) et Upen (Delettes, Hupem 1069), en revanche on y rencontre aussi des toponymes dotés du double suffixe -ing-hem qui sont absents du Bessin.
Par ailleurs, il existe de nombreux noms de villages d'origine saxonne en -ing-thun dans le Boulonnais comme Alincthun, Baincthun, Verlincthun, etc., qui sont l'expression avec différents autres toponymes d'une importante colonisation de cette région par les Saxons ou les Anglo-Saxons, alors que ce type toponymique semble quasiment absent de Normandie. 
Cependant, la toponymie, et surtout sa mise en relation avec des découvertes archéologiques, doit être utilisée avec prudence, car elle est sujette à une datation moins précise que les découvertes archéologiques et l'identification des étymons et leur attribution à une langue bien définie est souvent ardue. Ainsi, Brucquedalle à Hesdin-l'Abbé (Pas de Calais, Blokendale en 1208, Brokeldale en 1210) remonte peut-être au saxon *brōc-dale (Brookdale), mais les formes anciennes sont contradictoires, en revanche son homophone Bruquedalle (Seine-Maritime, Brokedale en 1185–1189) est plus vraisemblablement d'origine anglo-scandinave que saxonne. On comprend avec ces deux exemples l'incertitude qui existe au niveau des attestations de noms de lieux, souvent tardives donc évoluées, et l'identification des langues, comme c'est le cas ici de langues germaniques, souvent très proches.
« les premières traces archéologiques de communautés saxonnes sur les rives sud de la Manche remontent » beaucoup plus loin, « à la fin du IVe siècle » (≈ 370), comme le montrent les fouilles archéologiques sur le site de Vron en Picardie. « Il s'agit sans doute au début, d'une installation réalisée à l’initiative du pouvoir romain pour la défense des côtes dans le cadre du litus Saxonicum. Ces Saxons du Ponthieu conservent leurs spécificités culturelles, enrichies par des apports venus de Germanie du Nord et du Sud de l'Angleterre (anglo-saxonne) jusqu'à la première moitié du VIe siècle. En Basse-Normandie, c'est à partir du milieu du Ve siècle que l'on peut dater les premières implantations saxonnes grâce à l'étude de neuf nécropoles » (Réville, Vierville-sur-Mer, Ifs, Bénouville, Frénouville, Giverville, Hérouvillette, Sannerville, Lisieux). « La présence archéologique des Saxons perdure ici jusqu’à la fin du VIIe siècle », ensuite ils se fondent dans la population. « En dehors des pôles du nord de la Bresle (Ponthieu et Boulonnais) et du sud ouest de la Seine le long des côtes de la Manche, la présence saxonne est suggérée encore par des découvertes isolées, comme à Muids (Eure) », ou encore beaucoup plus loin dans le sud ouest à Herpes (Charente) qui se signale par la découverte dans une nécropole plus importante, d'objets anglo-saxons, sans que l'on puisse dire s'ils sont le fruit ou non de simples échanges commerciaux.

## Dans l'île de Bretagne

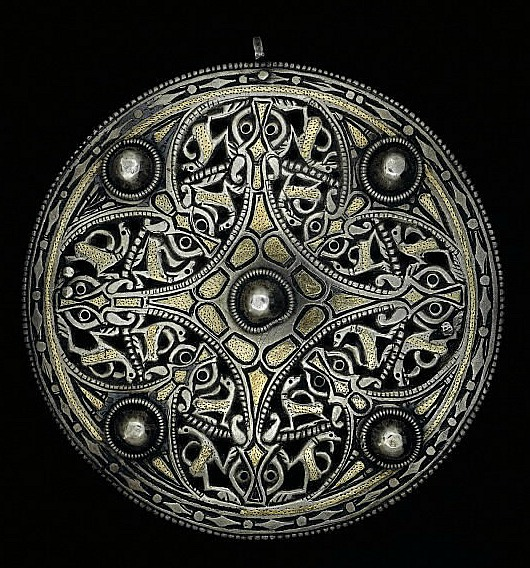
Broche disque bosselée légèrement convexe en tôle d'argent avec incrustation d'or et ornement de niello. Le décor zoomorphe est profondément sculpté et percé pour donner un effet ajouré. Style Trewhiddle, British Museum, milieu du IXe siècle

Une partie d'entre eux, ainsi que des Angles, des Jutes et des Frisons, envahirent la Grande-Bretagne au début du Moyen Âge.
Selon la tradition anglaise, ainsi que le rapporte Bède le Vénérable, les premiers d'entre eux auraient été dirigés par deux frères, Hengist et Horsa, et seraient venus à l'instigation du roi breton Vortigern, vers 450, afin de défendre l'île de Bretagne contre les Pictes, une peuplade indigène non romanisée. L'archéologie, quant à elle, atteste la présence de mercenaires germaniques aux alentours de Londres dès les premières années du Ve siècle.
Quoi qu'il en soit, l'arrivée des Saxons et les troubles politiques relatifs au morcellement de la Bretagne romaine en de nombreux royaumes résultèrent en une période sombre, que l'historiographie anglaise a enregistrée sous le nom de Dark Ages (littéralement, « âges sombres »). Un dépeuplement massif, lié aux calamités de la guerre et aux épidémies, semble également avoir favorisé la germanisation de l'ancienne province romaine au Ve siècle.
Sans doute dès le VIe siècle, les Saxons constituent quatre royaumes au sud de l'île : l'Essex, le Sussex, et le Wessex (respectivement terres saxonnes de l'Est, du Sud et de l'Ouest) ainsi que le Middlesex, plus éphémère puisqu'il fut annexé à la terre des Angles, l'Angleterre (Englalånd > England). Dans l'ensemble, les Saxons montrent également une résistance assez forte au Christianisme, alors en plein essor dans le royaume de Kent au début du VIIe siècle sous l'influence du missionnaire romain Paulinus.
Si dès le VIIe siècle, la présence de Bretwaldas, sortes de « sur-rois », est attestée parmi les Anglo-Saxons de Grande-Bretagne, c'est seulement au Xe siècle qu'une dynastie saxonne, à savoir celle de Wessex, s'impose finalement sur l'île sous le règne d'Alfred le Grand, pour une courte période jusqu'à l'invasion normande.
La langue des Saxons donne naissance au vieil anglais, remplaçant dans une grande partie des îles britanniques les anciens dialectes celtiques.

## Face à l'empire de Charlemagne

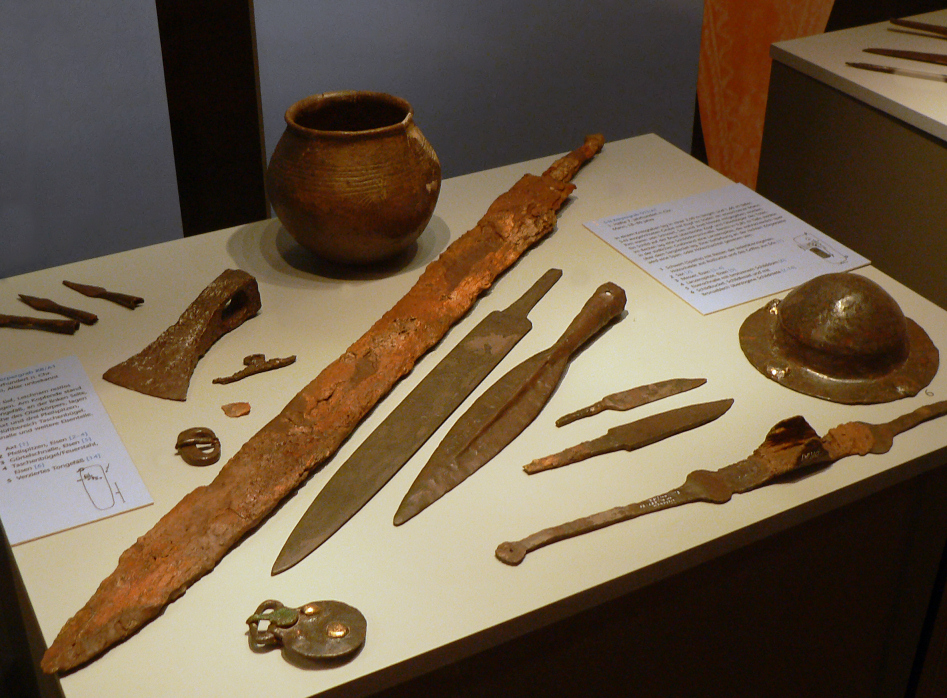
Armes saxonnes exhumées à Liebenau, Musée de Nienburg.

La majorité des Saxons demeure cependant sur le continent, formant encore une nation païenne au VIIIe siècle, en dépit des efforts des missionnaires anglo-saxons. Nombre de ces derniers, en effet, viennent sur le continent, majoritairement de Northumbrie, et professent leur foi en Germanie dans l'espoir de convertir leurs frères, notamment Willibrord (658–739), Boniface (680–755) ou Lébuin (mort vers 775), qui évangélisent les Frisons.
Les Saxons sont considérés à l'époque comme des barbares et des guerriers intraitables. La Saxe est un petit pays au Nord du royaume, forestier et marécageux, ce qui peut être une des raisons pour lesquelles les Saxons lancent souvent des raids meurtriers dans les régions de la Hesse et de la Thuringe. Quatre nations se partagent la Saxe : les Westphales (du Rhin à la Weser), les Angrivariens (à l'est), les Nordalbingiens (au nord) et les Ostphaliens venus du massif du Hartz.
La guerre de Charlemagne contre ce peuple dure trente-trois ans. L'attaque des Angrivariens, qui transforment la basilique de Fritzlar en écurie pour leurs chevaux, en constitue l'élément déclencheur. Charles associe très rapidement politique et religion. Il fait en effet œuvre de conquête, mais aussi œuvre de missionnaire en désirant convertir les Saxons païens.
En 772, après avoir pris la citadelle d'Eresburg, Charlemagne fait abattre leur idole, Irminsul, certainement un frêne immense recouvert de talismans. Ce lieu rassemble alors le butin des razzias saxonnes. Dès lors les Saxons négocient, promettent de ne plus envahir les marches du royaume franc et fournissent aussi des otages.
En 774, Charlemagne occupé à guerroyer en Italie, les Saxons en profitent pour reprendre les hostilités. La riposte est terrible : les soldats envoyés par Charlemagne se déchaînent et laissent la Saxe exsangue mais encore insoumise.

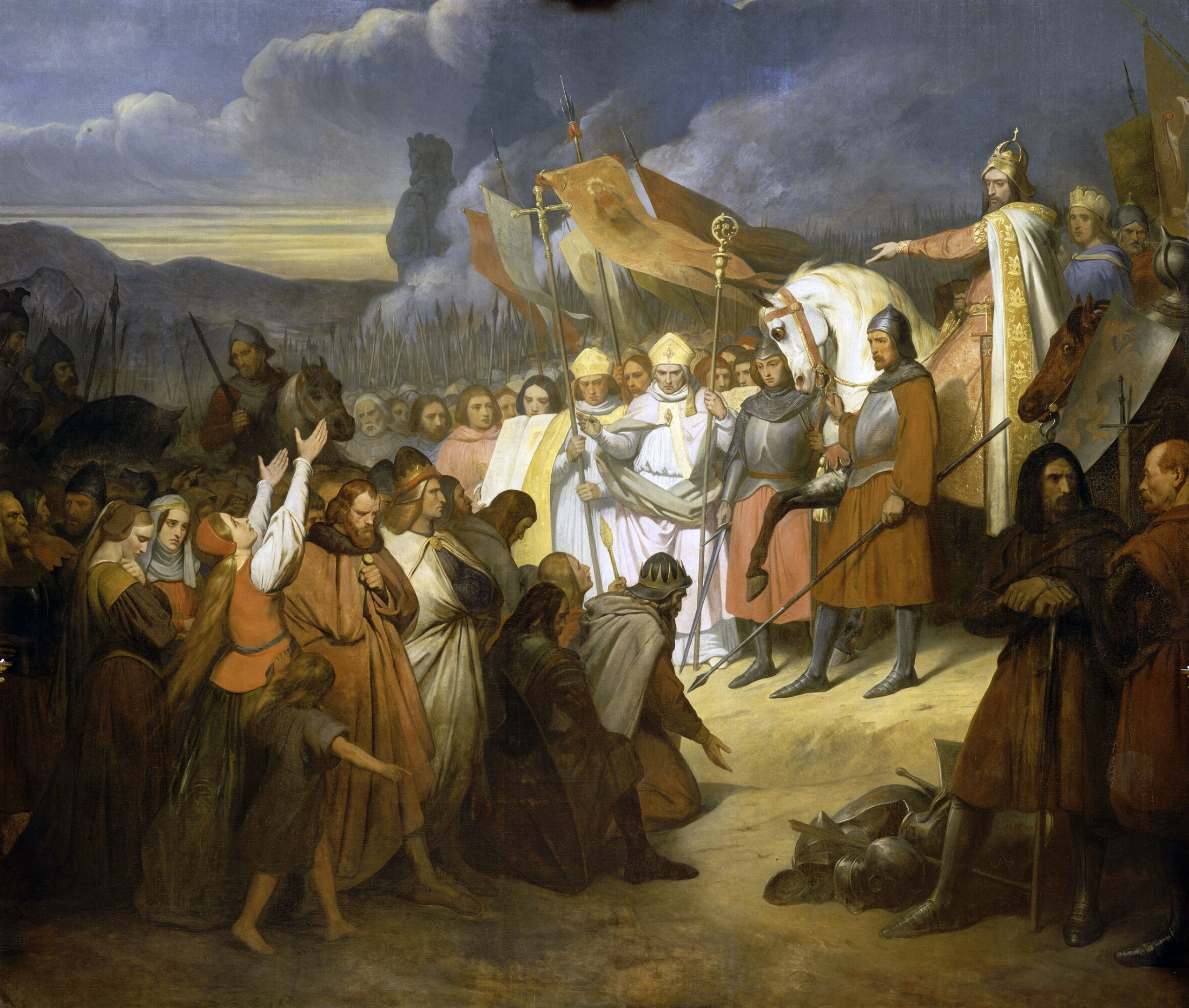
Ary Scheffer, Charlemagne reçoit la soumission de Widukind à Paderborn, 1840.

En 776, les Saxons promettent de se soumettre et de se convertir au christianisme.
En 780, Charlemagne renverse à Harzburg (en) une idole saxonne, Krodo.
En 782, un soulèvement général conduit par Widukind, considéré encore aujourd'hui en Allemagne comme grand héros, conduit Charlemagne à faire exécuter 4 500 révoltés en guise de représailles.
En 784, le roi des Francs lance une nouvelle campagne mais cette fois-ci hiverne sur place, ce qui rompt avec la tradition de l'époque qui voulait que l'on ne se batte pas à la mauvaise saison et que l'on attende le printemps.
En 785, Widukind se soumet et est baptisé à Attigny. Le premier capitulaire saxon est édicté : De partibus saxoniae.
En 793, nouvelle révolte suivie par une nouvelle campagne de Charlemagne, en 794, en Frise et en Saxe.
En 797, Charlemagne hiverne au camp de Herstel. Annexion de la Saxe au Regnum Francorum. Second capitulaire saxon qui introduit une égalité progressive entre Francs et Saxons.
À partir de 799, déportation massive des Saxons (en Flandre et en Brabant), remplacés par des Francs pour éviter de nouvelles révoltes. « Charlemagne, en mêlant les Saxons et les Flamants, d'un diable en a fait deux » est devenu un adage sous Philippe IV le Bel et Philippe VI de Valois.
En 803, conclusion de la paix de Salz.
Retour sur les capitulaires
Widukind maîtrisé, il ne reste plus qu'à soumettre définitivement et convertir son peuple. Charlemagne choisit alors d'imposer son pouvoir par la peur. Il rédige donc, en 785, le capitulaire qui vise à organiser la conversion de force. Ce texte de loi contient aussi une longue liste de punitions, un durcissement des sanctions s'opère et la sentence de mort est retrouvée très souvent. Le choix est simple pour les Saxons : la conversion ou la mort. Néanmoins le capitulaire ne se prononce pas en ce qui concerne le mariage, le contrat, les héritages...
En 796, Alcuin conseille à Charlemagne la modération, de peur de voir apparaître de nouvelles révoltes. En octobre 797, Charlemagne met en pratique les sages conseils d'Alcuin en mettant en place un nouveau capitulaire. De simples amendes sont substituées à la peine de mort, les coutumes saxonnes sont mises par écrit et forment la loi des Saxons. La guerre de Saxe semble terminée. Pourtant le Nord de l'Elbe ne tombera qu'en 804. La Saxe est désormais un territoire Franc.
Les ducs de Saxe régnèrent sur l'Allemagne au Xe siècle, mais leur royaume fut démantelé en 1180.

## Du bas Moyen Âge jusqu'à l'unification allemande duXIXesiècle
La Maison de Saxe régna sur deux États : le royaume de Saxe puis la Thuringe, qui devint ultérieurement le duché de Saxe.
Par la suite, le duché de Saxe devint un « électorat de Saxe » dans l'Empire germanique, puis fut scindé en un duché et un électorat. Plusieurs duchés coexistèrent ensuite avec l'électorat : les duchés de Saxe-Cobourg, Saxe-Gotha-Altenbourg, Saxe-Lauenbourg, Saxe-Meiningen, Saxe-Weimar et Saxe-Hildburghausen.
Le territoire connu sous le nom de royaume de Saxe de 1806 à 1918, et qui se situe au sud-est de l'Allemagne, doit quant à lui son nom à l'acquisition du duché de Saxe par le margrave de Meissen en 1423 et se trouve en fait au-delà des terres saxonnes.

## Époque contemporaine

### Saxons allemands
Trois Länder de l'Allemagne d'aujourd'hui doivent leur nom aux Saxons : Saxe, Saxe-Anhalt et Basse-Saxe.

### Anglo-Saxons
Le terme « Anglo-Saxons » désigne en géopolitique les pays où la majorité de la population est de langue maternelle anglaise, soit les États-Unis, la majeure partie du Canada, le Royaume-Uni, l'Australie et la Nouvelle-Zélande. On parle alors de littérature anglo-saxonne, de culture anglo-saxonne, d'héritage religieux anglo-saxon. Par ailleurs, les mots pour désigner la langue anglaise dans les langues celtiques que sont le gallois, le cornique et le breton (respectivement Saesneg, Sowznek et Saozneg) signifient « Saxon ».

### Saxons transylvains
Le terme « Saxons » désignant les colons allemands qui ont émigré à partir du XIIe siècle dans le voïvodat de Transylvanie, en Roumanie actuelle, ne vient pas des régions d'origine de ces colons, mais des allemands originaires de Saxe qui travaillaient pour la chancellerie hongroise du roi Géza II (1130–1162), à l'origine de ce flux migratoire (la Transylvanie étant alors vassale du royaume de Hongrie). Les colons, eux, venaient de régions du Luxembourg et de la mosellane, et parlent moyen-allemand occidental.
Ces « Saxons » transylvains s'organisèrent en une « université saxonne de Transylvanie », confédération de villes (Hermannstadt, Schässbourg, Kronstadt...) et de villages qui constituaient une communauté d'environ 250 000 personnes au début du XXe siècle.
Après avoir été instrumentalisés par le Troisième Reich pendant la Seconde Guerre mondiale (parti nazi local d'Andreas Schmidt) et enrôlés dans la Wehrmacht, ils furent considérés comme suspects par le régime communiste de Roumanie et n'eurent pas droit, comme les Hongrois de Roumanie, à une région autonome. Dans les années 1970 et 1980, sous la présidence de Nicolae Ceaușescu, la plupart d'entre eux ont quitté la république socialiste de Roumanie pour l'Allemagne de l'Ouest, et le mouvement se poursuivit au début des années 1990 avant de s'arrêter après 1995.
Aujourd'hui environ 80 000 germanophones vivent en Roumanie et environ 100 000 autres, établis en Allemagne, y ont des résidences secondaires : la ville de Sibiu (Hermannstadt), principal centre d'affaires allemand et centre culturel des Saxons transylvains, a été capitale européenne de la culture en 2007. L'ancien maire saxon de cette ville, Klaus Iohannis, a été élu président de la Roumanie en 2014,.